# Elm Park
Elm Park är en del av en befolkad plats i Storbritannien.   Den ligger i grevskapet Greater London och riksdelen England, i den sydöstra delen av landet, 23 km öster om huvudstaden London. Elm Park ligger 12 meter över havet och antalet invånare är 12 048.
Terrängen runt Elm Park är platt. Runt Elm Park är det mycket tätbefolkat, med 1 135 invånare per kvadratkilometer. Närmaste större samhälle är Dagenham, 2,4 km väster om Elm Park. Trakten runt Elm Park består till största delen av jordbruksmark.